# 日立市立櫛形小学校
日立市立櫛形小学校（ひたちしりつくしがたしょうがっこう）は、茨城県日立市十王町伊師本郷508にある日立市立小学校。

## 概要
4年生が行う、十王川でのヤマメの放流や、5年生が行う、お米づくりなどが、学校における特徴的な活動として挙げられる。

## 沿革

### 年表
- 1873年 - 友部沢小屋にあったひえ倉に、小学校が創立[6]。
- 1884年 - 友部尋常小学校に改称[6]。
- 1888年 - 櫛形村が誕生[6]。
- 1889年 - 櫛形尋常小学校に改称[6]。
- 1892年 - 現在地に移転[6]。
- 1941年 - 櫛形国民学校に改称[6]。
- 1947年 - 櫛形村立櫛形小学校に改称[6]。
- 1955年 - 櫛形村と黒前村が合併し十王村となる[6]。
- 1956年 - 十王村が町制施行し十王町になる。十王町立櫛形小学校に改称[6]。
- 1967年 - 校歌・校章制定[6]。
- 2004年11月1日 - 日立市と十王町が合併。日立市立櫛形小学校に改称[6][7]。
- 2007年3月31日 - 日立市立高原小学校を吸収統合[7]。
- 2012年度 - 幡谷教育振興財団より理科教育優秀校として表彰される[8]。
- 2012年9月 - 東日本大震災により被害を受けた正門が修復される[9][注釈 1]。
- 2013年度
  - 学力向上推進プロジェクトに係る実践協力校に指定[10]。
  - 平成25年度環境保全功労者表彰を受賞[11]。
- 2013年6月10日 - 櫛形小学校140周年記念、航空記念写真撮影を実施[12]。
- 2015年度 - 幼児児童生徒の教育的ニーズに応じた指導に関する専門家派遣事業モデル校に指定[13]。
- 2018 - 2019年度 - 授業力ブラッシュアップ研修重点校（算数）に指定[14]。
- 2018年4月23日 - 平成30年度子供の読書活動優秀実践校、文部科学大臣表彰を受賞[15][16]。
- 2020 - 2021年度 - NIE実践指定校（茨城県NIE推進協議会）に指定[17]。
- 2022年3月 - 山部小学校・櫛形小学校統合準備委員会が設置される[18]。
- 2024年度 - 学校保健技師訪問、研究指定校に指定[19]。
- 2026年4月 - 日立市立山部小学校と統合予定。新校名は日立市立十王小学校、新校の位置は現在の櫛形小学校となる予定[18]。

## 教育方針
令和6年度 櫛形小学校 グランドデザインより
学校教育目標
元気に 楽しく 学びあう児童の育成
重点目標（組織目標）

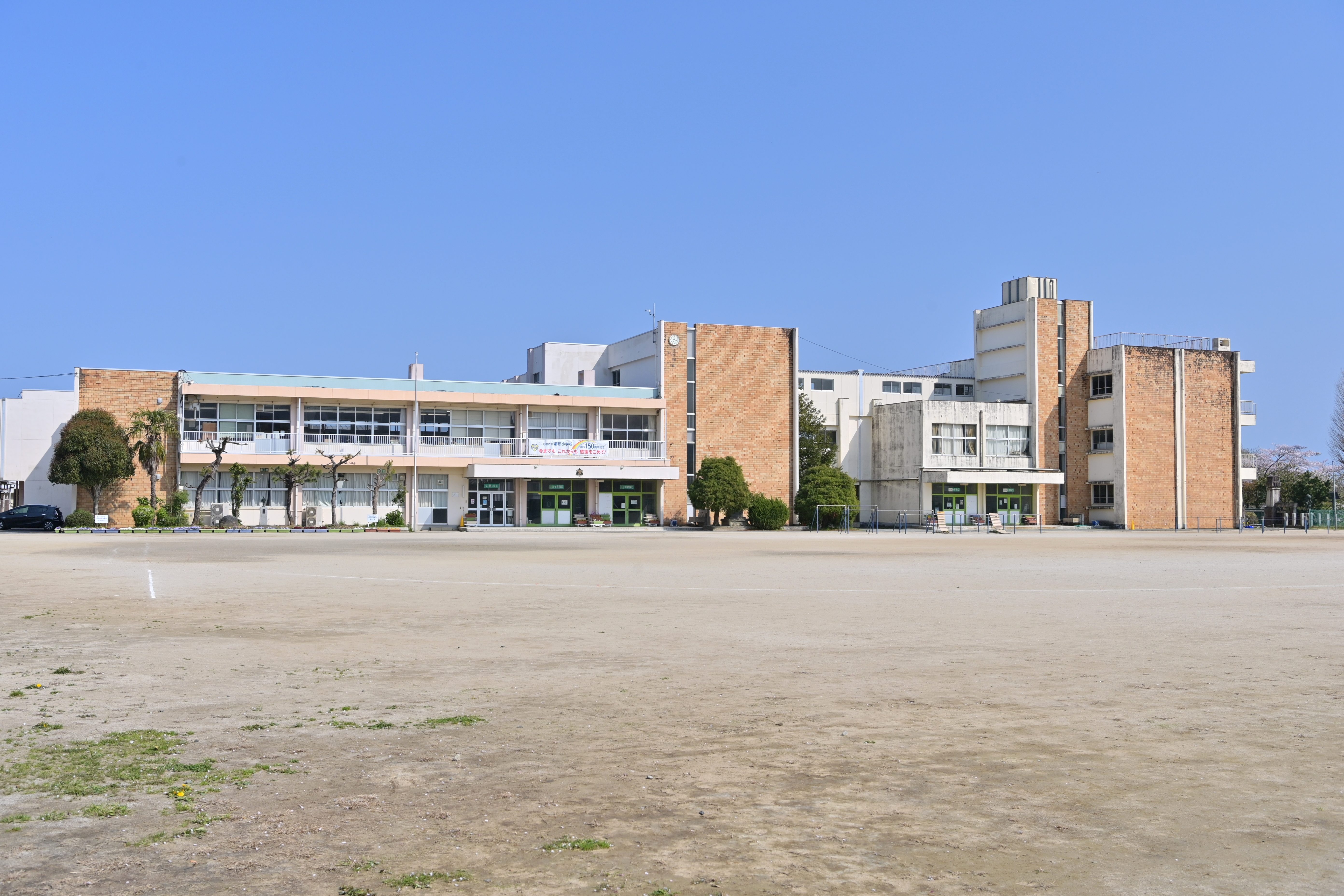
校庭と校舎

認めて、褒めて、励まし、自己効力感を実感させ→挑戦しよう（やってみよう）とする児童の育成

## 学校行事
2014年度学校行事予定より
- 4月
  - 着任式・始業式
  - 入学式
  - 家庭訪問
- 5月
  - 校外学習
  - 修学旅行6年
- 6月
  - 宿泊学習5年
- 7月
  - 創立記念集会（7月7日）
  - 終業式

- 9月
  - 始業式
- 10月
  - 秋季大運動会
  - 北部会親善陸上記録会
- 11月
  - 茨城県民の日（11月13日）
  - 日立市小中学校音楽会
- 12月
  - 終業式

- 1月
  - 始業式
  - 県学力診断テスト
  - 十王中新入生体験入学
- 2月
  - 新入児保護者説明会
  - 6年生を送る会
- 3月
  - 卒業式
  - 修了式
  - 離任式

## 通学区域
（出典：）
- 日立市十王町
  - 伊師
  - 伊師本郷
  - 黒坂
  - 城の丘
  - 高原
  - 友部
  - 友部東

## 進学先中学校
- 日立市立十王中学校

## 学区内の主な施設
- 十王交流センター
- 十王総合健康福祉センター（Jホール）・十王スポーツ広場
- 十王パノラマ公園・十王ダム
- たかはら自然体験交流施設（旧日立市立高原小学校）
- 日立市役所十王支所・茨城県県北生涯学習センター
- 日立市立十王図書館
- 国民宿舎鵜の岬
- 伊師浜海水浴場
- いぶき山イブキ樹叢 - 国の天然記念物

## 交通
- ＪＲ常磐線 十王駅から徒歩10分
- 椎名観光バス 陣屋バス停から徒歩２分

## 関係者

### 出身者
- 花陽みく（元宝塚歌劇団）[24]